# Tony Di Bart
Tony Di Bart (eigentlich Antonio Carmine Di Bartolomeo, * 24. August 1964 in Slough, Berkshire, Südengland) ist ein englischer Popsänger italienischer Abstammung.

## Biografie
Die Debütsingle The Real Thing produzierte Tony Di Bart gemeinsam mit Andy Blissett. Das Lied erschien als blau marmorierte Vinylmaxi und als Vinylsingle zunächst nur in England, fand allerdings keine Beachtung. Erst im April 1994, nachdem eine von The Joy Brothers neu produzierte Version veröffentlicht wurde, stieg der Popsong in die englischen Charts und wurde dort ein Nummer-eins-Hit. Daraufhin wurde The Real Thing in ganz Europa veröffentlicht und konnte sich im Juni des Jahres auch in der deutschen Hitparade platzieren.
Die im August folgende Single Do It erklomm Platz 21 im Vereinigten Königreich. Das Interesse an Di Barts Musik ließ anschließend weiter nach, sodass Why Did Ya (1995), Turn Your Love Around (1996) und ein Remix von The Real Thing (1998) nur noch zweiwöchige Chartnotierungen auf mittleren Plätzen erreichten. Das 1996 erschienene Album Falling for You enthält die ersten vier Charthits und weitere vier Tracks.
Tony Di Bart ist dreifacher Familienvater.

## Diskografie

### Alben
- 1996: Falling for You

### Singles
| Jahr | Titel Album                           | Höchstplatzierung, Gesamtwochen, AuszeichnungChartplatzierungen (Jahr, Titel, Album, Platzierungen, Wochen, Auszeichnungen, Anmerkungen) | Höchstplatzierung, Gesamtwochen, AuszeichnungChartplatzierungen (Jahr, Titel, Album, Platzierungen, Wochen, Auszeichnungen, Anmerkungen) | Anmerkungen |
| Jahr | Titel Album                           | DE | UK | Anmerkungen |
| ---- | ------------------------------------- | --- | --- | --- |
| 1994 | The Real Thing Falling for You        | DE44 (10 Wo.)DE | UK1 Silber · (13 Wo.)UK | Erstveröffentlichung: 28. März 1994 Autoren: Andy Blissett, Mark Drayton, Tony Di Bart                                   |
| 1994 | Do It Falling for You                 | — | UK21 (4 Wo.)UK | Erstveröffentlichung: 8. August 1994 Autoren: Andy Blissett, Mark Drayton, Tony Di Bart                                  |
| 1995 | Why Did Ya Falling for You            | — | UK46 (2 Wo.)UK | Erstveröffentlichung: 8. Mai 1995 Autor: Tony Di Bart                                                                    |
| 1996 | Turn Your Love Around Falling for You | — | UK66 (2 Wo.)UK | Erstveröffentlichung: 18. Februar 1996 Autoren: Bill Champlin, Jay Graydon, Steve Lukather Original: George Benson, 1981 |
| 1998 | The Real Thing ’98 –                  | — | UK51 (2 Wo.)UK | Erstveröffentlichung: 5. Oktober 1998 Remixe: Melonheads, Jonesey, Plan B, Knuckleheadz                                  |

Weitere Singles
- 1993: So Natural (als Tony B und Unit 3)
- 1995: Show Me (Joe Taff with Special Appearance of Tony Di Bart)
- 1996: Falling for You
- 1997: Love U More
- 1997: We Got the Love
- 1999: I’ll Take You There
- 2002: Breaking My Heart
- 2004: I Live for You